# Skulpturenweg Papendrecht

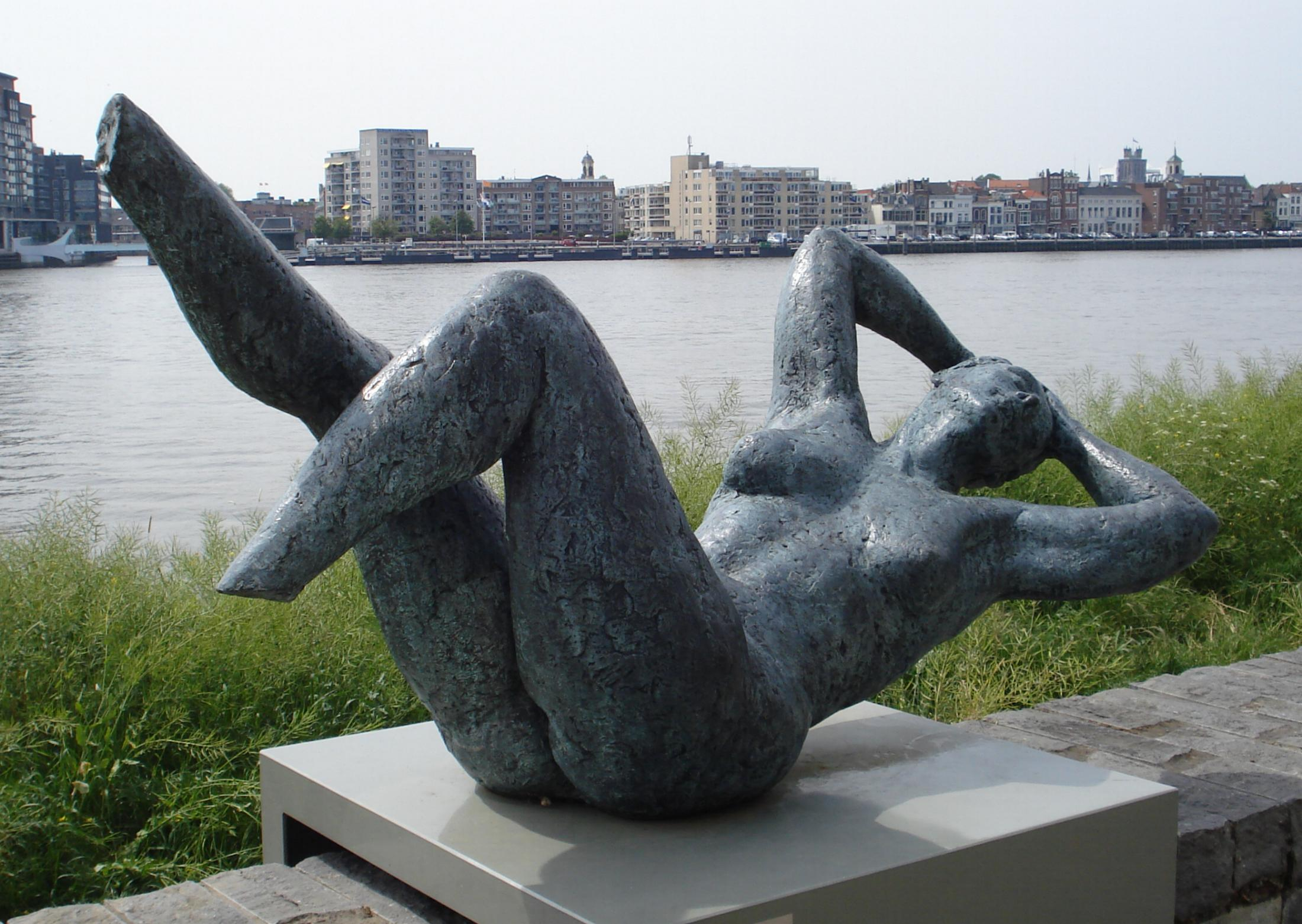
Skulpturenweg

Den Skulpturenweg-Papendrecht (niederländisch Beeldenboulevard Papendrecht) am Fluss Noord in Papendrecht in den Niederlanden gibt es seit 1999. An dem Skulpturenweg am Merewhoofd und Aviolandapas sind vor allem kleine figurative Skulpturen aufgestellt. Der Skulpturenweg-Papendrecht formt mit dem am anderen Ufer liegenden Skulpturenpark-Zwijndrecht den Beeldenpark Drechtoevers.

## Skulpturensammlung
- Maja van Hall, "Muscheln"
- Per Abramsen, "Light into the shadow"
- Maïté Duval, "Volupté"
- unbekannt
- Bert Nijenhuis, "Meinungsbildende Figur"
- Lucien den Arend, "2.2.3d.2"

## Fotogalerie

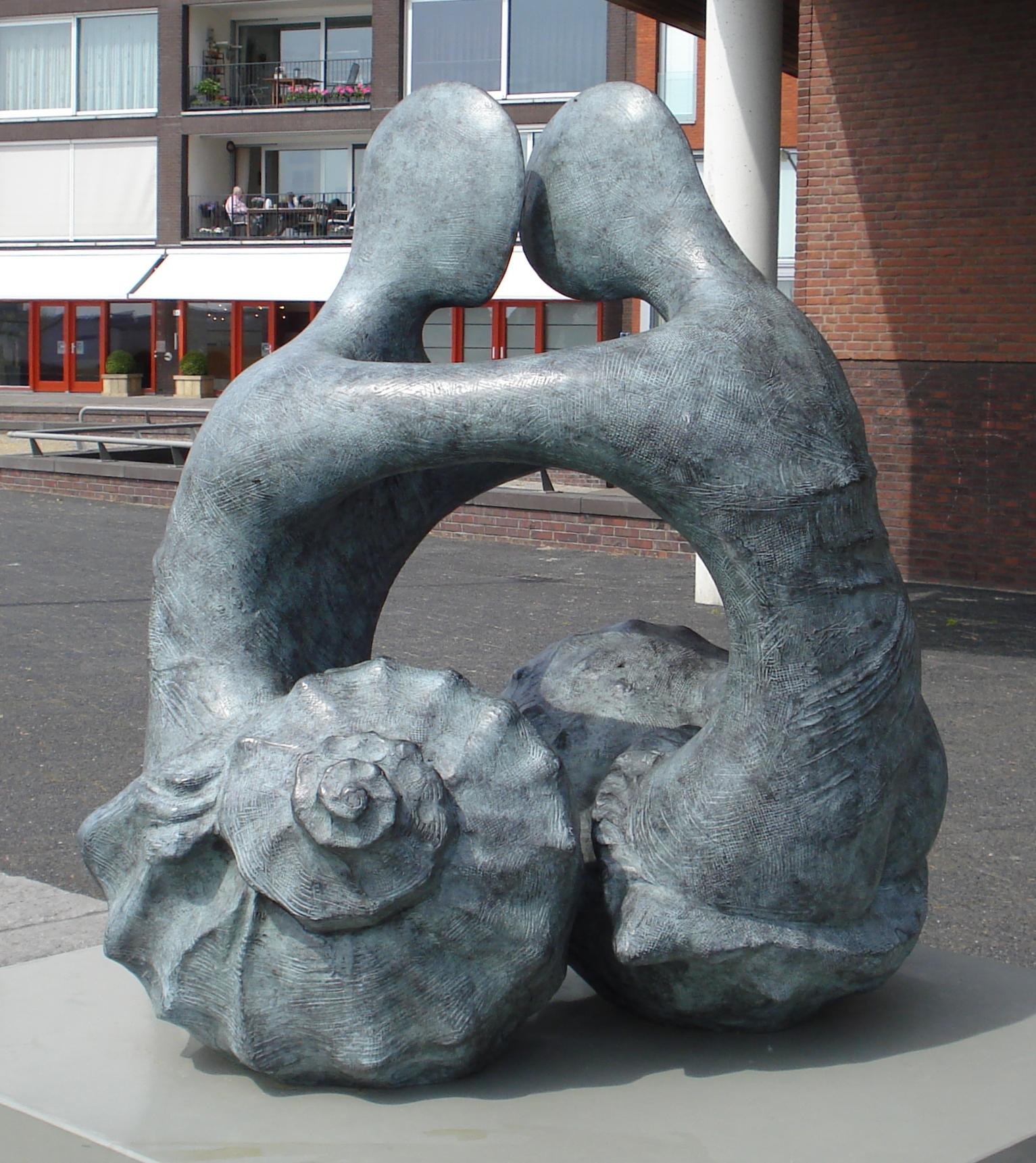
1 . Maja van Hall: Schelpen
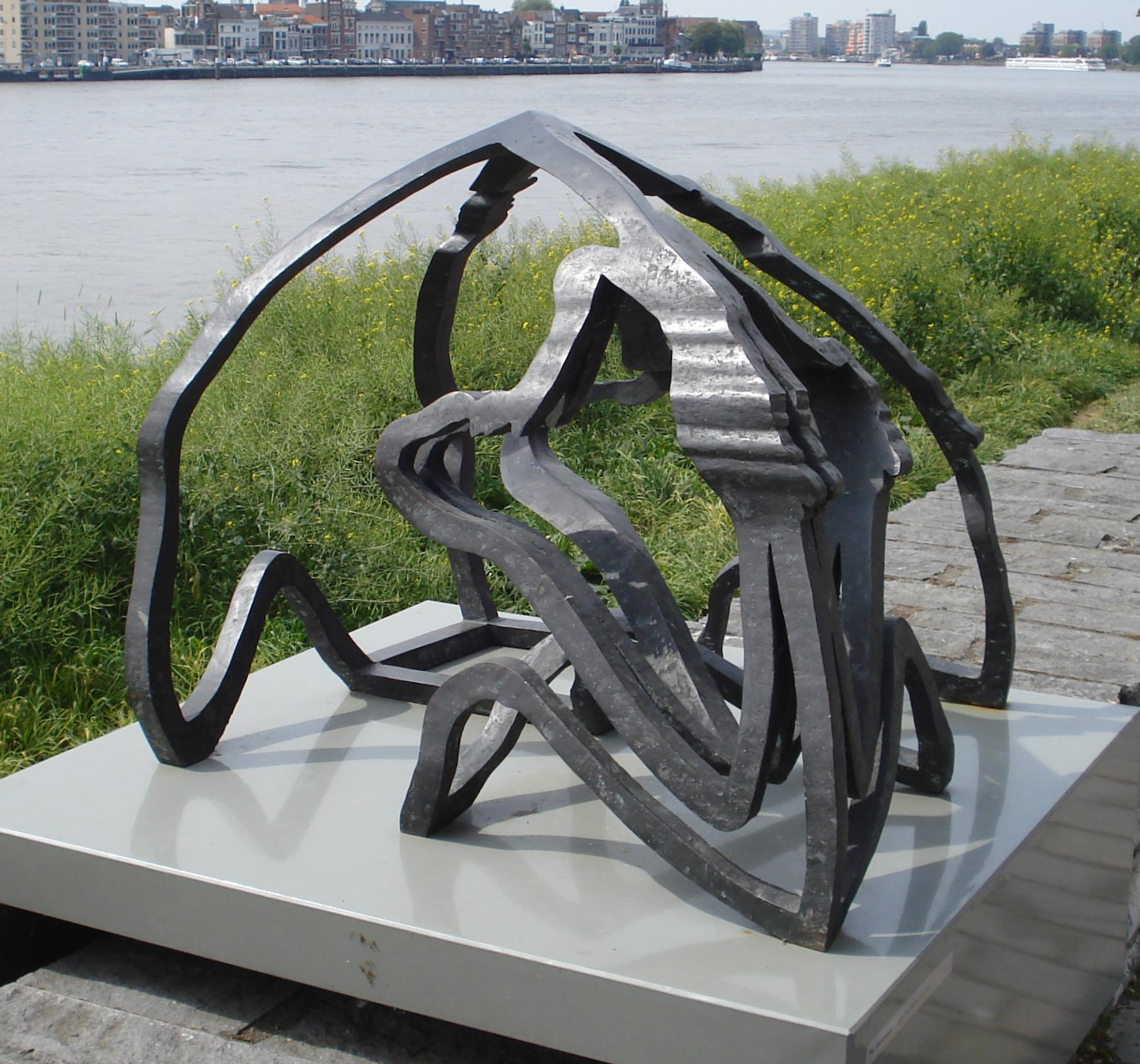
2 . Per Abramsen: Light into the shadow
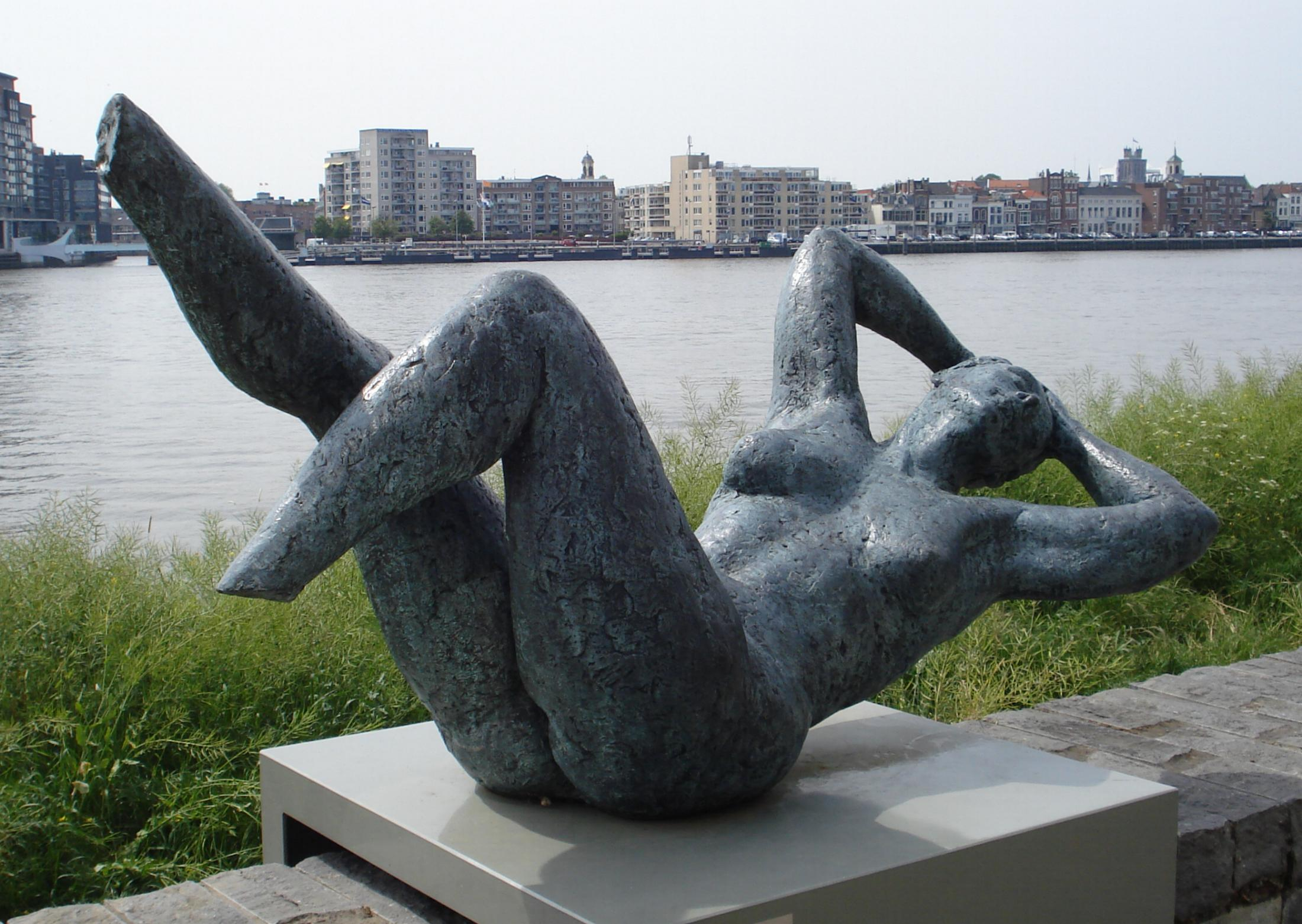
3 . Maïte Duval: Volupté
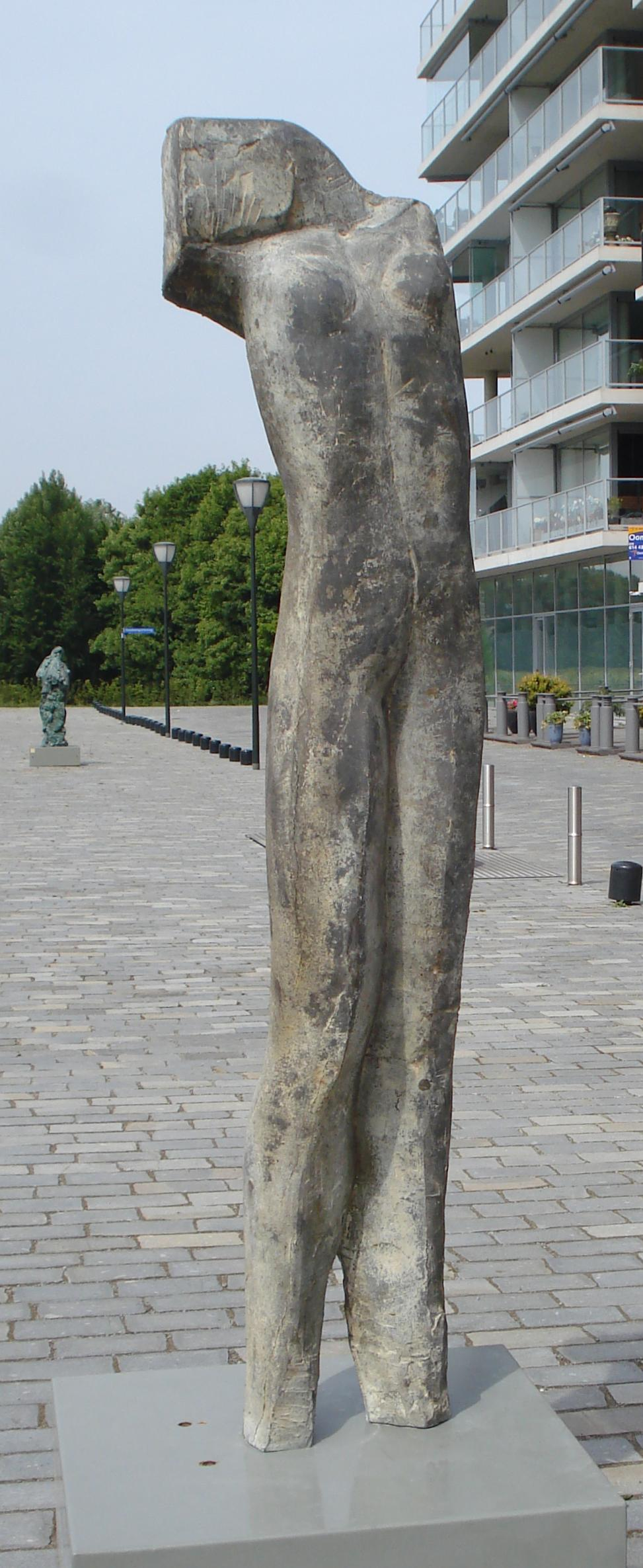
4 . André Vranken: Azul 2
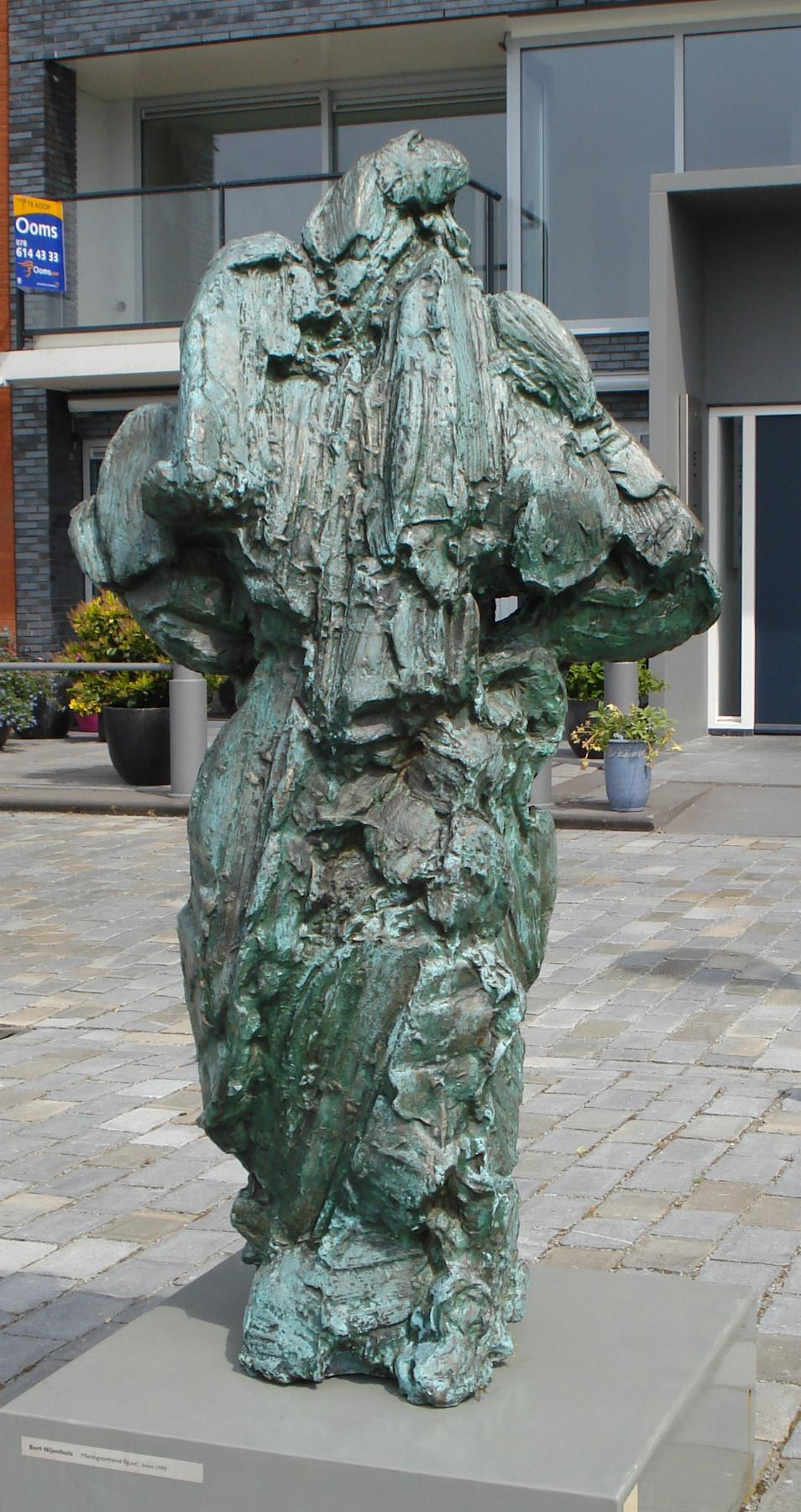
5 . Bert Nijenhuis: Meningvormend figuur
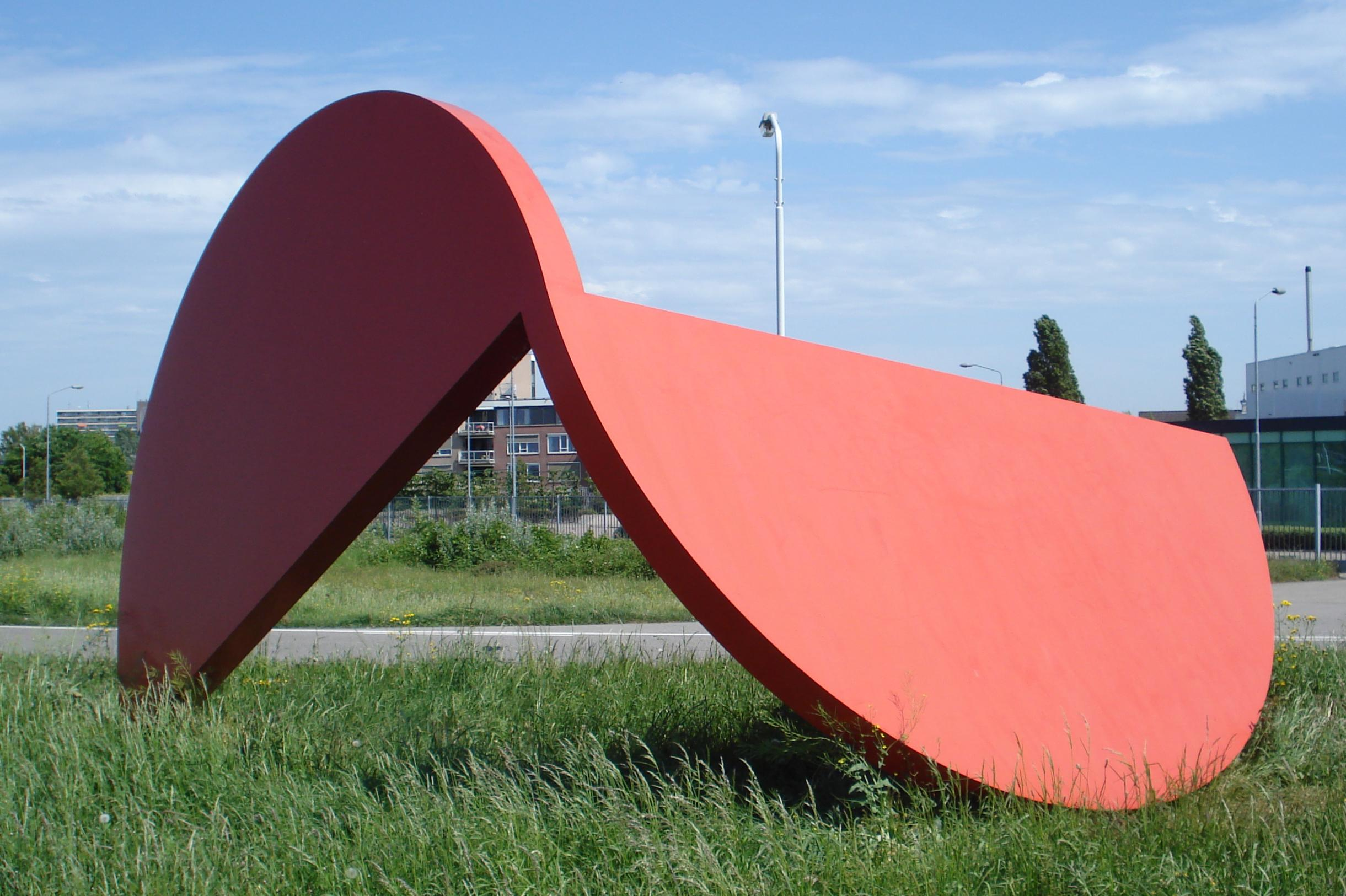
6 . Lucien den Arend: 2.2.3d.2